# Compagnie malienne de navigation
Pour les articles homonymes, voir Comanav.
La Compagnie malienne de navigation (Comanav) est une entreprise malienne de transport fluvial.

## Histoire
En 1935, les Messageries africaines fusionnent avec deux autres sociétés le Service de la navigation sur le Niger et la Société de Bamako. Après l’indépendance du Mali, la Compagnie malienne de navigation est créée en 1961. En 1964, le gouvernement décide de la fusion de la Comanav avec l’Entreprise malienne de construction et d’outillage mécanique (Emcom) pour former les Ateliers et chantiers du Mali (ACM). Cette fusion échouera et en 1968 est recréée la Compagnie malienne de navigation,.

## Exploitation
La Comanav est chargée du désenclavement intérieur et extérieur du Mali par la voie fluvial
Deux axes sont exploités sur le fleuve Niger : l’axe Koulikoro-Gao sur 1 308 km et l’axe Bamako-Kankan (Guinée) sur 385 km. la Comanav transporte plus de 20 000 passagers chaque année.

## Flotte

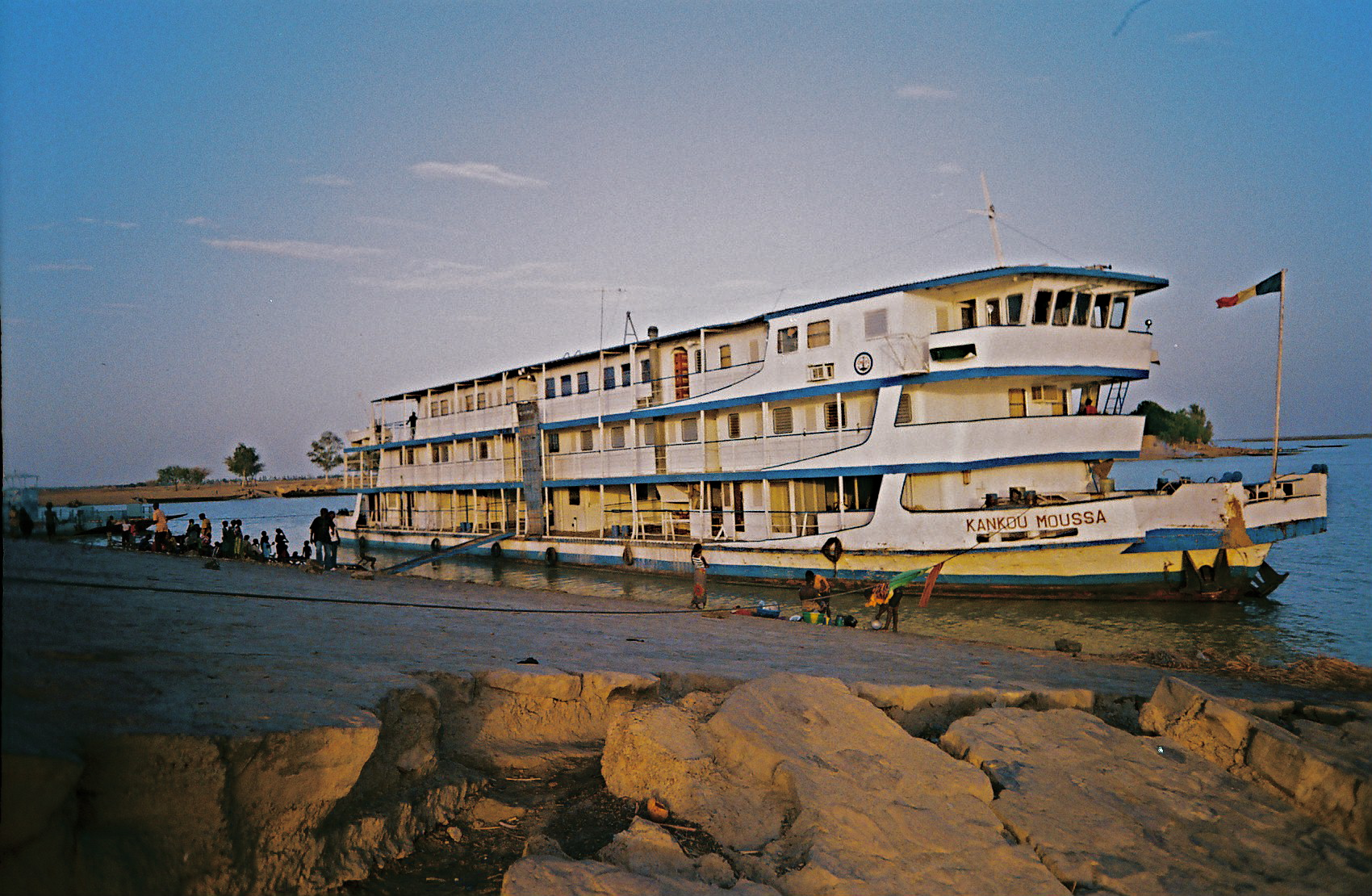
Le Kankou Moussa à Korioumé (près de Tombouctou) en 2008.

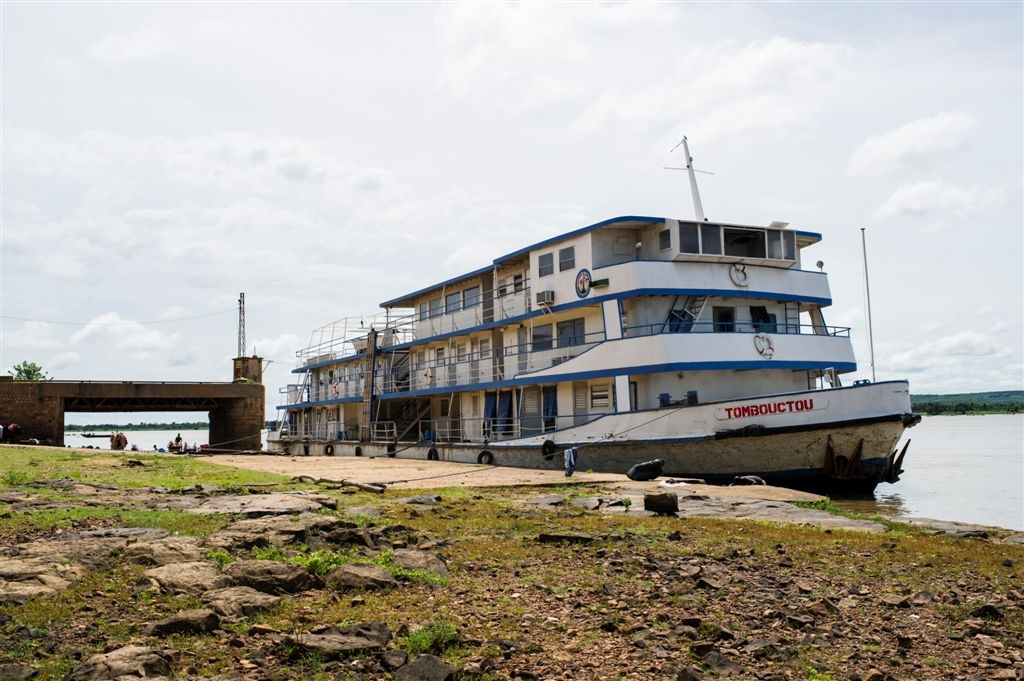
Le Tombouctou à Koulikoro en 2013.

La compagnie dispose d'un parc flottant de 5 bateaux courriers, 1 pousseur, 1 remorqueur, 1 automoteur, 1 pétrolier et une trentaine de chalands et barges[réf. souhaitée][Quand ?].
| Nom                         | Type                        | Nombre de passagers | Quantité de marchandises | Date de mise en service |
| --------------------------- | --------------------------- | ------------------- | ------------------------ | ----------------------- |
| Général Abdoulaye Soumaré   | bateau courrier             | 288                 | 130 tonnes               | 1964                    |
| Kankou Moussa               | bateau courrier             | 438                 | 130 tonnes               | 1982                    |
| Tombouctou                  | bateau courrier             | 305                 | 130 tonnes               | 1978                    |
| Modibo Keïta                | bateau courrier             | 60                  | 10 tonnes                | 2015                    |
| Fihroun Ag Al Insar         | bateau courrier             | 60                  | 10 tonnes                | 2015                    |
| Méguétan                    | pousseur                    | -                   | 1 200 tonnes (en pousse) | 1983                    |
| Soni Ali Ber                | pétrolier                   | -                   | 330 000 litres           | 1978                    |
| Kourouba                    | remorqueur                  | -                   | 200 tonnes (en remorque) | 1957                    |
| Gouina                      | automoteur                  | -                   | 200 tonnes               | 1956                    |
| Nombreux chalands et barges | Nombreux chalands et barges | -                   | 4 000 tonnes (total)     | variées                 |